# Dansbandskampen 2010
Dansbandskampen 2010 var den tredje säsongen av Dansbandskampen och sändes i SVT, med premiär 16 oktober. Programledare var Christine Meltzer och juryn ersattes av två kommentatorer. Ansökningstiden upphörde 1 juni 2010 Vann gjorde Elisas.
Kommentatorerna var Gunhild Carling och Thomas Deutgen.
Jämfört med tidigare säsonger medverkade tio band, och alla medverkade från första programmet; i varje program röstdeas sedan det bandet som fått minst röster ut. I finalen medverkade två band (Elisas och Willez) och en joker som valts av tittarna (CC & Lee), programmet spelades in i Nya parken i Norrköping. Den 12 oktober 2010 sändes ett inför program där tittarna fick möjlighet att välja med två band, Zlipperz eller Elisas. Från andra programmet deltar en dansjury också på ungefär 80 personer.
Varje band spelade en låt per kväll, och materialet hämtades från en jukebox som lottar ut låtar. Bland låtarna fanns både klassiska dansbandslåtar och moderna poplåtar.

## Tävlande
Dessa band tävlade:
- CC & Lee
- Pure Divine
- Donnez
- Elisas (tittarnas val)
- Jeppez and the Cowboys
- Patrik's Combo
- Rigo & the Topaz Sound
- Sweetshots
- Willez
- Wizex
- Zlippers (tittarnas val)

### Utröstade
- 12 oktober - Zlippers
- 16 oktober - Rigo & the Topaz Sound
- 23 oktober - Sweetshots
- 30 oktober - Jeppez and the Cowboys
- 6 november - Pure Divine
- 13 november - Wizex
- 20 november - CC & Lee
- 27 november - Donnez
- 4 december - Patrik's Combo
- 11 december - Willez

## Program 1

### 16 oktober 2010
1. Donnez - I Gotta Feeling (Black Eyed Peas)
2. Wizex - Sjumilakliv (Martin Stenmarck)
3. CC & Lee - I Kissed a Girl (Katy Perry)
4. Rigo & The Topaz Sound - Två mörka ögon (Sven Ingvars)
5. Elisas - Human (The Killers)
Zlipperz - Värsta grymma tjejen (Magnus Uggla)
6. Jeppez and the Cowboys - Inget stoppar oss nu (Black Jack)
7. Willez - Jag ljuger så bra (Linda Bengtzing)
8. Patrik's Combo - Det gör ont (Lena PH)
9. Pure Divine - I'm Yours (Jason Mraz)
10. Sweetshots - I Don't Feel Like Dancing (Scissor Sisters)

## Program 2

### 23 oktober 2010
1. Pure Divine - The Worrying Kind (The Ark)
2. Patrik's Combo - Aj, aj, aj (det bultar och det bankar) (Schytts)
3. Willez - Här kommer alla känslorna (på en och samma gång) (Per Gessle)
4. CC & Lee - Känn ingen sorg för mig Göteborg (Håkan Hellström)
5. Elisas - Utan dina andetag (Kent)
6. Sweetshots - Poker Face (Lady GaGa)
7. Wizex - Keep On Walking (Salem Al Fakir)
8. Jeppez and the Cowboys - Hot 'n' Cold (Katy Perry)
9. Donnez - Kom ihåg mig (Lars Winnerbäck)

## Program 3

### 30 oktober 2010
1. Elisas - Tusen och en natt (Wizex)
2. CC & Lee - Natalie (Ola)
3. Jeppez and the Cowboys - I Wish I Was A Punk Rocker (With Flowers In My Hair) (Sandi Thom)
4. Pure Divine - Kom hem (Barbados)
5. Donnez - Min kärlek (Shirley Clamp)
6. Patrik's Combo - Manboy (Eric Saade)
7. Wizex - Alla vill till himmelen men ingen vill dö (Timbuktu)
8. Willez - Snälla, snälla (Caroline af Ugglas)

## Program 4

### 6 november 2010
1. Patrik's Combo - Du är min man (Benny Anderssons orkester)
2. Willez - Jag vill vara din, Margareta (Sten & Stanley)
3. Elisas - Kom igen, Lena (Håkan Hellström)
4. Donnez - När vindarna viskar mitt namn (Roger Pontare)
5. Wizex - Bra vibrationer (Kikki Danielsson)
6. CC & Lee - Release Me (Oh Laura)
7. Pure Divine - Efterfest (Magnus Uggla)

## Program 5

### 13 november 2010
1. Donnez - Eloise (Arvingarna)
2. Wizex - Evighet (Carola Häggkvist)
3. Patrik's Combo - Umbrella (Rihanna)
4. Elisas - Gråt inga tårar (Thorleifs)
5. Willez - Satellite (Lena Meyer-Landrut)
6. CC & Lee - Vem é dé du vill ha (Kikki, Bettan & Lotta)

## Program 6

### 20 november 2010
Cover:

1. Willez - Säg inte nej, säg kanske (Sven-Ingvars)
2. Elisas - Från och med du (Oskar Linnros)
3. CC & Lee - So What (Pink)
4. Donnez - Kärleken väntar (Kent)
5. Patrik's Combo - Cara Mia (Måns Zelmerlöw)

Egen låt:

1. Willez - Ett två tre (Thomas Berglund,  Magnus Ekwall, Martin Klamant)
2. Elisas - När du vaknar är jag hos dig (Lasse Berghagen, Thomas Enroth, Tage Borgmästars)
3. CC & Lee - Hela havet stormar (Claes Andreasson, Torbjörn Wassenius)
4. Donnez - Så långt från dig (Patrik Isaksson)
5. Patrik's Combo - De é okej (Mats Ymell, Mats Tärnfors)

## Program 7

### 27 november 2010
Cover:

1. Willez - Jennie Let Me Love You (E.M.D.)
2. Patrik's Combo - De sista ljuva åren (Lasse Stefanz)
3. Donnez - Oops!... I Did It Again (Britney Spears)
4. Elisas - Om du lämnade mig nu  (Lars Winnerbäck & Miss Li)

Egen låt:

1. Willez - Ikväll är det vi  (E-Type & Christian Belmondo)
2. Patrik's Combo - Madeleine (Erik Segerstedt & Thomas G:son)
3. Donnez - Nu vill jag dansa (Chris Antblad)
4. Elisas - Varenda Veranda (Pontus Wennerberg & Måns Zelmerlöw)

## Program 8

### 4 december 2010
Cover:

1. Elisas - Leende guldbruna ögon  (Vikingarna)
2. Willez - Beautiful (Christina Aguilera)
3. Patrik's Combo - Stay (The Hollies)

Nya låtar:

1. Elisas - Säg inte nej (Sarah Dawn Finer & Peter Hallström)
2. Willez - Då går vi hem till mig (Mats Larsson & Peter Nord)
3. Patrik's Combo - För alltid (Thomas G:son & Henrik Sethsson)

## Program 9

### 11 december 2010
Thomas Deutgen:

1. Willez - Säg inte nej, säg kanske (Ingvar Hellberg)
2. Elisas - Varenda veranda (Måns Zelmerlöw och Pontus Wennerberg)
3. CC & Lee - Vem é dé du vill ha (Kikki Bettan Lotta)

Bandets val:

1. Willez - Ett två tre (Thomas Berglund, Magnus Ekwall och Martin Klaman)
2. Elisas - När du vaknar är jag hos dig (Lars Berghagen, Thomas Enroth och Tage Borgmästars)
3. CC & Lee - Känn ingen sorg för mig Göteborg (Håkan Hellström)